# 어펄마캐피탈 매니져스 코리아
어펄마캐피탈 매니져스 코리아 주식회사(영어: Affirma Capital Managers Korea)는 신흥시장을 대상으로 하는 독립계 사모펀드(PEF) 운용사이다.

## 역사
2019년 경영진들이 주축이 되어 PE 사업부 지분을 공동으로 인수하는 방식으로 스탠다드차타드 프라이빗에쿼티(SC PE) 부문에서 분사하여 설립되었다.

## 운용자산
약 5조원이며 한국 내 운용 자금은 약 1조1759억원(2022년 말 기준)이다. 한국에서 2000년대 중반부터 20건 이상의 투자를 단행하였다.

## 전략
볼트온(Bolt-on) 전략을 사용한다.

## 투자
AJ렌터카, EMC, 스무디킹코리아, MFG코리아(매드포갈릭), 티맵모빌리티, 빔모빌리티, 메타넷티플랫폼, 현대오토에버 , 메가박스, 교보생명, CJ ENM, 티맵모빌리티, 광진화학, 성경식품 JTC, 테라핀스튜디오 등에 투자하였다.